# Département du Loir-et-Cher
Das Département du Loir-et-Cher [lwaʀeˈʃɛʀ] ist das französische Département mit der Ordnungsnummer 41. Es liegt in der Mitte des Landes in der Region Centre-Val de Loire und ist nach den Flüssen Cher und Loir benannt.

## Geographie
Das Département du Loir-et-Cher grenzt im Norden an das Département Eure-et-Loir, im Nordosten an das Département Loiret, im Südosten an das Département Cher, im Süden an das Département Indre, im Südwesten an das Département Indre-et-Loire und im Nordwesten an das Département Sarthe.
Bedeutendster Fluss ist die Loire, die das Département von Nordosten nach Südwesten hin teilt und dabei den zentral gelegenen Hauptort Blois passiert. Der Loir, ein linker Nebenfluss der Sarthe, durchfließt das Département im Norden, der zweite namensgebende Fluss Cher durchfließt es im Süden.

## Vorgeschichte

### Dolmen
In den frühen 1970er Jahren listeten Jackie Despriée und Claude Leymarios auf: Elf Bestattungen unter Platten, sieben Dolmen des Anjou-Typs (A mit quadratischer, B mit rechteckiger Kammer), sechs rechteckige, zwei polygonale, zwei runde Dolmen (Dolmen de la Pie, Dolmen de Bourges – beide bei Landes le Gaulois), ein wahrscheinlicher Dolmen „in P-Form“, ein gemischter Dolmen (Dolmen du Val d’Avril), ein atypischer Dolmen (Dolmen de la Pommeraie) und drei unbestimmbare Denkmäler. Einige haben ihren im Allgemeinen ovalen Tumulus behalten. Sie sind 9,0 m bis 11,0 m lang und 6,0 m bis 8,0 m breit: Der Tumulus des Dolmen de la Periche hatte einen Durchmesser von 34,0 m und eine Höhe von 4,0 m. Die Dolmenzugänge sind nach Nordost und Südost ausgerichtet, die Anjou-Dolmen öffnen nach Osten, mit Ausnahme des Dolmen de la Pierre de Minuit, der nach Westen öffnet. Die meisten Denkmäler wurden beraubt, mit Ausnahme des Materials, das bei der Ausgrabung des Dolmen des Marais de Pouline bei Villerable entdeckt wurde.

### Menhire
Jackie Despriée und Claude Leymarios listeten 25 erhaltene Menhire auf. Ihre Höhe übersteigt meistens nicht 2,0 m, wobei die Drue von Gargantua eine Ausnahme bildet. Die Autoren berichteten von zehn Cromlechs, aber nur zwei sind unzweifelhaft (in Pouillé und in Thésée).
Etwa 26 Steine mit Wetzrillen, die meist in Gruppen von 2 bis 4 konzentriert sind, wurden identifiziert. Zwölf liegen im Brisse-Tal. Alle bestehen aus Sand- oder Puddingstein.

## Geschichte
Das Département wurde am 4. März 1790 aus dem Westteil der Provinz Orléanais gebildet.
Im Zweiten Weltkrieg war das Département nach dem Waffenstillstand von Compiègne während der ersten Jahre der deutschen Besetzung Frankreichs von der für Menschen und Waren nur mit Genehmigung passierbaren Demarkationslinie zwischen der besetzten und der „freien“ Zone durchtrennt.
Seit 1960 gehört es der Region Centre an, die 2016 in Centre-Val de Loire umbenannt wurde.

## Städte
Die bevölkerungsreichsten Gemeinden des Départements du Loir-et-Cher sind:
| Stadt                | Einwohner (2022) | Arrondissement       |
| -------------------- | ---------------- | -------------------- |
| Blois                | 47.092           | Blois                |
| Romorantin-Lanthenay | 18.377           | Romorantin-Lanthenay |
| Vendôme              | 15.566           | Vendôme              |
| Vineuil              | 8.050            | Blois                |
| Mer                  | 6.294            | Blois                |
| Salbris              | 4.880            | Romorantin-Lanthenay |

## Verwaltungsgliederung
Das Département du Loir-et-Cher gliedert sich in 3 Arrondissements, 15 Kantone und 267 Gemeinden:
| Arrondissement           | Kantone | Gemeinden | Einwohner 1. Januar 2022 | Fläche km² | Dichte Einw./km² | Code INSEE |
| ------------------------ | ------- | --------- | ------------------------ | ---------- | ---------------- | ---------- |
| Blois                    | 7       | 93        | 151.597                  | 1.950,24   | 78               | 411        |
| Romorantin-Lanthenay     | 7       | 74        | 110.180                  | 2.670,86   | 41               | 413        |
| Vendôme                  | 3       | 100       | 67.176                   | 1.722,34   | 39               | 412        |
| Département Loir-et-Cher | 15      | 267       | 328.953                  | 6.343,44   | 52               | 41         |

Siehe auch:

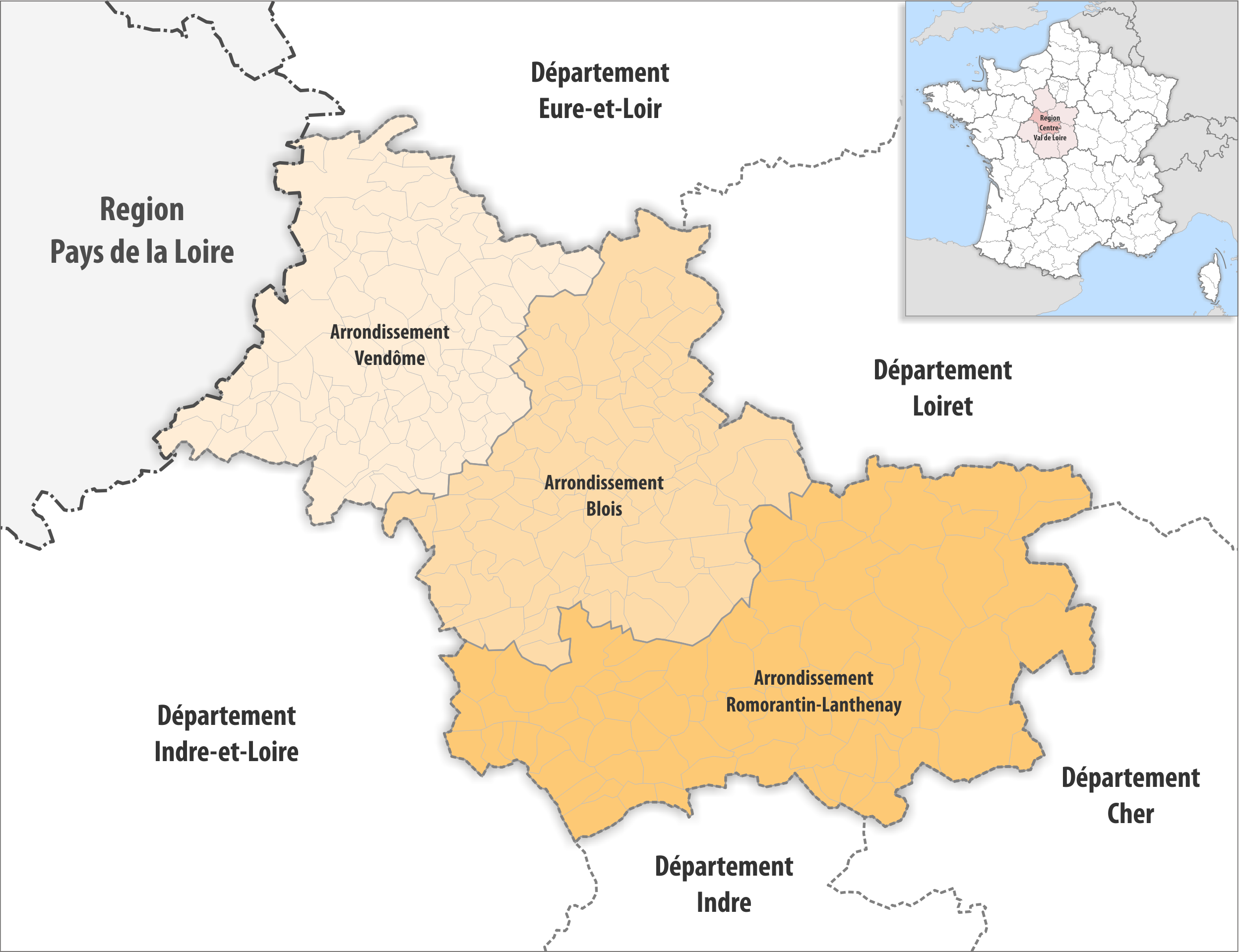
Gemeinden und Arrondissemente im Département du Loir-et-Cher

- Liste der Gemeinden im Département Loir-et-Cher
- Liste der Kantone im Département Loir-et-Cher
- Liste der Gemeindeverbände im Département Loir-et-Cher